# Salto em grandes alturas no Campeonato Mundial de Esportes Aquáticos de 2024 - Masculino

A prova do salto em grandes alturas masculino dos salto em grandes alturas no Campeonato Mundial de Esportes Aquáticos de 2024 foi realizada entre os dias 13 a 15 de fevereiro de 2024 em Doha, no Catar.

## Cronograma
Todos os horários estão na hora local (UTC+3).
| Data            | Hora  | Evento     |
| --------------- | ----- | ---------- |
| 13 de fevereiro | 14:02 | Rodada 1-2 |
| 15 de fevereiro | 11:02 | Rodada 3   |
| 15 de fevereiro | 11:55 | Rodada 4   |

## Medalhistas
| Ouro                        | Prata              | Bronze                  |
| Aidan Heslop · Grã-Bretanha | Gary Hunt · França | Cătălin Preda · Roménia |

## Resultados
As duas primeiras rodadas começaram em 13 de fevereiro às 14:02. A terceira rodada fora realizada no dia 15 de fevereiro às 11:02 e a última rodada às 11:55.
| Pos.              | Saltadora            | Nacionalidade  | Rodada 1 | Rodada 2 | Rodada 3 | Rodada 4 | Total    |
| ----------------- | -------------------- | -------------- | -------- | -------- | -------- | -------- | -------- |
| Medalha de ouro   | Aidan Heslop         | Grã-Bretanha   | 71.40    | 115.05   | 84.60    | 151.90   | 422.95   |
| Medalha de prata  | Gary Hunt            | França         | 75.60    | 129.85   | 88.20    | 119.60   | 413.25   |
| Medalha de bronze | Cătălin Preda        | Roménia        | 77.00    | 103.70   | 91.80    | 137.70   | 410.20   |
| 4                 | James Lichtenstein   | Estados Unidos | 58.80    | 120.40   | 70.20    | 127.20   | 376.60   |
| 5                 | Yolotl Martínez      | México         | 71.40    | 106.60   | 82.80    | 102.50   | 363.30   |
| 6                 | Sergio Guzmán        | México         | 67.20    | 103.20   | 90.00    | 96.75    | 357.15   |
| 7                 | Carlos Gimeno        | Espanha        | 71.40    | 103.60   | 84.60    | 95.40    | 355.00   |
| 8                 | Constantin Popovici  | Roménia        | 54.60    | 113.10   | 91.80    | 81.00    | 340.50   |
| 9                 | Andrea Barnaba       | Itália         | 64.40    | 98.40    | 86.40    | 75.85    | 325.05   |
| 10                | Oleksiy Pryhorov     | Ucrânia        | 54.60    | 112.20   | 90.00    | 62.10    | 318.90   |
| 11                | Miguel García Celis  | Colômbia       | 57.40    | 115.15   | 81.00    | 64.40    | 317.95   |
| 12                | Davide Baraldi       | Itália         | 50.40    | 98.40    | 84.60    | 82.00    | 315.40   |
| 13                | David Colturi        | Estados Unidos | 60.20    | 78.20    | 79.20    | 85.10    | 302.70   |
| 14                | Braden Rumpit        | Nova Zelândia  | 49.00    | 70.40    | 68.40    | 114.40   | 302.20   |
| 15                | Pierrick Schafer     | Suíça          | 50.40    | 73.80    | 68.40    | 94.60    | 287.20   |
| 16                | Scott Lazeroff       | Estados Unidos | 64.40    | 60.20    | 81.00    | 81.00    | 286.60   |
| 17                | Víctor Ortega        | Colômbia       | 40.60    | 83.25    | 68.40    | 75.25    | 267.50   |
| 18                | Vadym Nevinhlovskyi  | Ucrânia        | 51.80    | 54.05    | 64.75    | 94.35    | 264.95   |
| 19                | Zach Picton          | Austrália      | 50.40    | 86.00    | 61.20    | 64.75    | 262.35   |
| 20                | Juan Manuel Gil      | Colômbia       | 47.60    | 67.65    | 77.40    | 48.30    | 240.95   |
| 21                | Frédéric Gagné       | Canadá         | 39.20    | 57.00    | 68.40    | 73.80    | 238.40   |
| 22                | Manuel Halbisch      | Alemanha       | 43.40    | 55.50    | 51.00    | 68.40    | 218.30   |
| 23                | Choi Byung-hwa       | Coreia do Sul  | 43.40    | 68.40    | 56.10    | 49.40    | 217.30   |
| 24                | Jean-David Duval     | Suíça          | 42.00    | 65.60    | 48.60    | 48.30    | 204.50   |
| 25                | Jucelino Lima        | Brasil         | 44.80    | 49.20    | 64.80    | 34.10    | 192.90   |
| –                 | Matthias Appenzeller | Suíça          | 44.80    | Retirado | Retirado | Retirado | Retirado |
| –                 | Tim Thesing          | Alemanha       | 5.60     | Retirado | Retirado | Retirado | Retirado |